# Гудолл, Дэвид
Дэвид Гудолл (англ. David W. Goodall; 4 апреля 1914, Эдмонтон —  10 мая 2018, Листаль) — английский и австралийский геоботаник и эколог-статистик. Профессор Университета имени Эдит Коуэн. Автор более 100 научных работ по вопросам экологии, член Ордена Австралии. Самый пожилой учёный Австралии.

## Биография
Дэвид Гудолл родился в городке Эдмонтон. В 1935 году получает степень бакалавра по ботанике в Лондонском колледже. С 1935 по 1946 год работал научным сотрудником в Научно-исследовательском институте физиологии растений на Истмоллингской научно-исследовательской станции. В 1941 году защитил диссертацию на степень доктора наук в Лондонском колледже. С 1946 по 1947 год работал в Гане, в Научно-исследовательском институте какао Ганы (CRIG). В 1948 году эмигрировал в Австралию и до 1952 года работал старшим преподавателем ботаники в Мельбурнском университете. С 1953 года профессор. С 1954 по 1956 год преподавал в Университете Рединга. С 1956 по 1961 год возглавлял научно-исследовательский институт табака в Мэрибе. С 1961 по 1967 год главный научный сотрудник отдела математической статистики Государственном объединение научных и прикладных исследований (CSIRO) в Перту (Западная Австралия). С 1968 по 1974 год — профессор системной экологии в Центре экологии Университета штата Юта. В период с 1974 по 1979 год Дэвид Гудолл — научный сотрудник Отдела управления земельными ресурсами CSIRO. Последние 20 лет Гудолл боролся за легализацию эвтаназии в Австралии и являлся членом австралийской организации  Exit International, лоббирующей право на добровольный уход из жизни для тех, кто в этом нуждается. 1 мая 2018 года отправился в эвтаназийный тур в Швейцарию, где 10 мая, слушая 9-ю симфонию Бетховена, ввёл себе летальную инъекцию пентобарбитала и скончался. Гудолл надеялся, что его поступок подогреет общественный интерес к вопросу эвтаназии, вызовет дискуссию и поможет изменить австралийское законодательство.
Почётный член International Association for Vegetation Science (1997).